# Łopuchowa
Łopuchowa – przysiółek wsi Łączki Kucharskie w Polsce, położony w województwie podkarpackim, w powiecie ropczycko-sędziszowskim, w gminie Ropczyce. Rozpościera się równonogle do Łączek Kucharskich właściwych, na zachód od nich.
Dawniej samodzielna wieś i gmina jednostkowa w powiecie ropczyckim, od 1920 w województwie krakowskim. W 1921 roku liczyła 875 mieszkańców.
1 kwietnia 1932 zniesiono gminę Łopuchowa, włączając ją do gminy Łączki Kucharskie.